# بوذية كورية

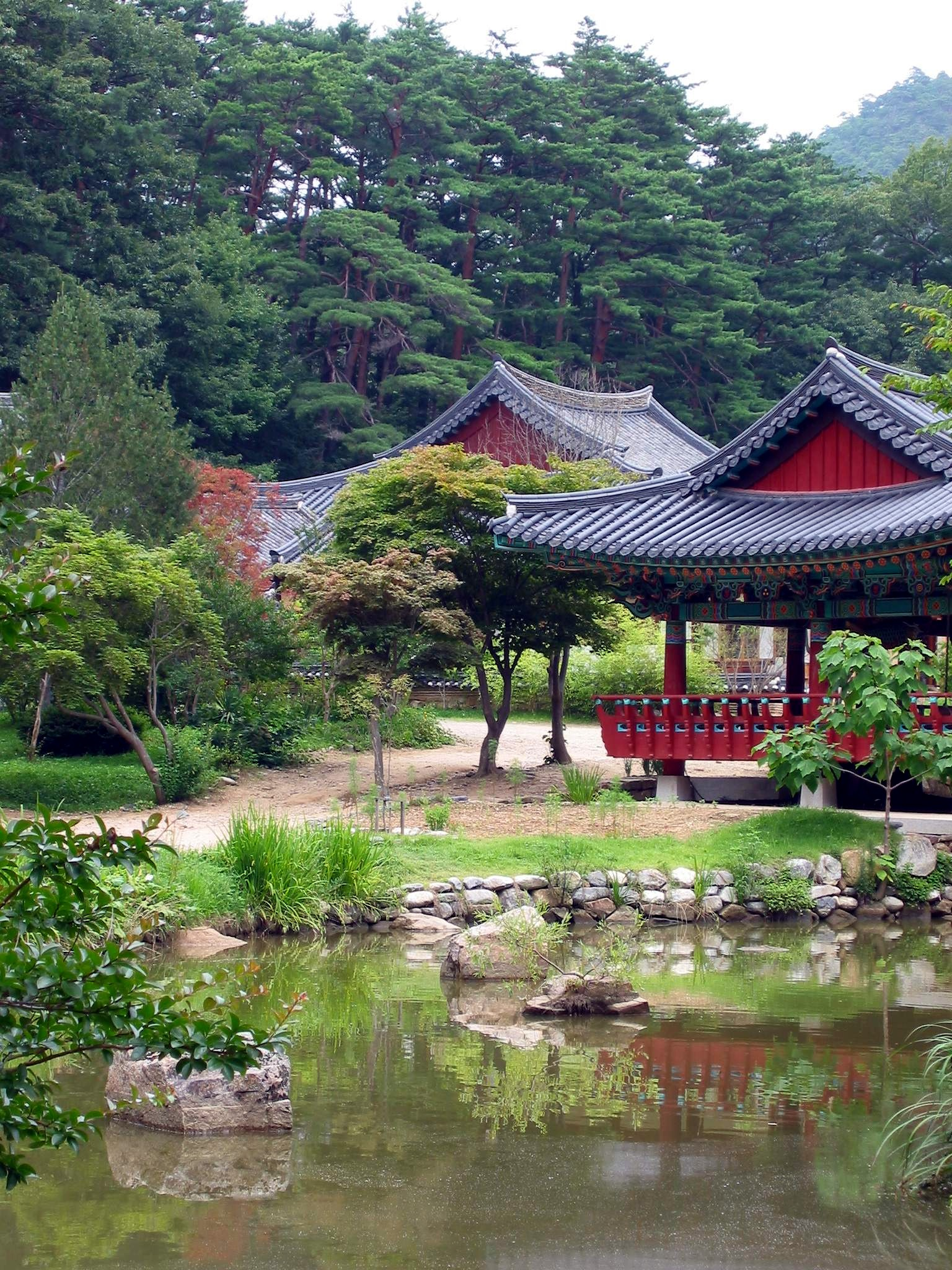
بوريونجسا

تتميز البوذية الكورية عن أشكال البوذية الأخرى بمحاولتها حلّ ما تراه تناقضات في بوذية الماهايانا. اعتقد النسّاك الكوريون الأوائل أن التقاليد التي تلقّوها من البلدان الأجنبية كانت متناقضة داخليا. وليحلوا هذه المشكلة طوّروا منهجا جديدا شاملا في البوذية الماهايانية. يميز هذا المنهج في الواقع كل المفكرين الكوريين الكبار، وقد أنتج شكلا مستقلا من البوذية يسمّى تونغبولغيو (البوذيّة المؤوّلة)، وهو شكل سعى به العلماء الكوريون إلى حل كل مواطن الخلاف (وهو مبدأ يسمّى هواجينغ 和諍). هذّب المفكرون البوذيون الكوريون أفكار أسلافهم ووضعوها في شكل مستقل.
تتألف البوذية الكورية اليوم من عناصر من بوذية السيون في معظمها، متمثلة بنظامي جوغي وتايغو. ترتبط بوذية السيون بعلاقات قوية مع تقاليد الماهايانا الأخرى التي تحمل بصمة تعاليم التشان مثلما تحمل تعاليم الزن القريبة منها. جذبت طوائف أخرى، مثل الإحياء الحديث لسلالة تشيونتي، ونظام جينجاك (وهي طائفة قصرية حديثة) وطائفة الوُن المشكلة حديثا، عددا معتبرا من الأتباع كذلك.
شاركت البوذية الكورية مشاركة كبيرة في بوذية شرق آسيا، لا سيما في المدارس التبتية واليابانية والصينية المبكرة في فكر ماهايانا البوذي.

## نظرة عامة على تاريخها وتطورها
عندما أدخلت ممالك كِن الأولى البوذية إلى كوريا عام 372، بعد 800 من موت بوذا التاريخي، كانت الشامانية عند ذلك هي الدين الأهلي. ولم يبد لأتباع الشامانية أن البوذية تعارض شعائر عبادة الطبيعة، لذا سمحوا لها أن تُدمَج في دينهم. لذا أصبحت الجبال التي كان يعتقد الشامانيون أنها مواطن الأرواح قبل البوذية مواقعَ لمعابد بوذية.
ومع أن البوذية كان لها في أول الأمر قبول واسع، بل وصل الأمر إلى دعمها بوصفها دين الدولة في فترة حكم مملكة غوريو، فإن البوذية في كوريا عانت اضطهادًا شديدًا في فترة حكم مملكة جوسون التي استمرت خمسمئة عام. في هذه الفترة سيطرت الكونفوشيوسية الجديدة على البلاد وحلّت محل البوذية.
ولم ينته اضطهاد البوذيين حتى شارك النسّاك البوذيون في صد الاعتداءات اليابانية على كوريا (1592–98). بقيت البوذية في كوريا خافتة الوجود حتى نهاية حكم مملكة جوسون، إذ تعززت قوتها شيئا ما في فترة الاستعمار التي استمرت من 1910 إلى 1945. ولكن هؤلاء النسّاك البوذيين لم ينهوا الحكم الياباني عام 1945 وحسب، بل وأكّدوا هويّتهم الدينية المستقلة بتجديد تقاليدهم وشعائرهم. ووضعوا أساس كثير من المجتمعات البوذية، ثم أتى الجيل الأصغر من النسّاك بأيديولوجية مينغونغ بولغيو، أي «بوذية الناس». تأتي أهمية هذه الأيديولوجية من أن إنشاءها كان على يد النسّاك الذين اهتموا بمشكلات عوام الناس اليومية.بعد الحرب العالمية الثانية، اكتسبت مدرسة السيون في البوذية الكورية قَبولا مرة أخرى.
أظهر استبيان أجرته الحكومة عام 2005 أن ربع الكوريين الجنوبيين يعرّفون عن أنفسهم بأنهم بوذيون.ومع ذلك فإن عدد البوذيين في كوريا الجنوبية لم يزل غامضا لعدم وجود معيار دقيق جامع مانع يحدد الهوية البوذية، خلافا للسكّان المسيحيين. صارت البوذية -مع مشاركتها في الحضارة الكورية التقليدية- تعتبَر فلسفة وخلفية ثقافية أكثر من اعتبارها دينا رسميا. ونتيجة لهذا فإن كثيرا من الناس من غير البوذيين متأثرون تأثرا عميقا بتقاليدها. لذا فإذا عددنا المؤمنين العلمانيين،  أو الذين تأثروا بالدين ولم يتبعوا دينا غيره، كان عدد البوذيين في جنوب كوريا كبيرا جدا.وكذلك الأمر في كوريا الشمالية التي تعدّ دولة ملحدة رسميا، حيث يشكل البوذيون رسميا 4.5% من السكّان، ولكن أكثر من 70% من السكّان متأثرون بالفلسفات والتقاليد البوذية.

## البوذية في ثلاث ممالك
عندما دخلت بوذية الماهايانا إلى كوريا في القرن الرابع بعد الميلاد، كانت شبه الجزيرة الكورية منقسمة سياسيا إلى ثلاث ممالك: مملكة غوغوريو في الشمال (وكانت تضم مناطق تعدّ اليوم من الصين وروسيا)، ومملكة بيكجي في الجنوب الغربي، ومملكة سيلا في الجنوب الشرقي. وقد دلت الأدلة المادية على وجود بوذي في كوريا أقدم مما يُعتَقد. اكتشف بالقرب من بيونغ يانغ ضريح من أواسط القرن الرابع، واكتُشف أنه يحوي زخارف بوذية في سقفه.
سافر النسّاك البوذيون الكوريون إلى الصين أو الهند لدراسة البوذية في فترة الممالك الثلاث المتأخرة، لا سيما في القرن السادس. في عام 526، سافر الناسك غيوميك (謙益) من بيكجي عبر طريق البحر الجنوبي إلى الهند لتعلّم اللغة السنسكريتية ودراسة الفينايا. ويقال إن الناسك بايا (波若، 562–613) من مملكة غوغوريو درس عند معلم التيانتاي تشي يي. عاد نسّاك كوريون آخرون في هذه الفترة إلى كوريا بنصوص مقدسة متعددة من خارج البلاد، ونشطوا في التبشير عبر كوريا.
تطورت عدة مدارس فكرية في كوريا في تلك الأزمنة المبكرة:
- الساملون (三論宗) أو مدرسة مادياماكا الآسيوية الشرقية، وكانت تركّز على عقيدة المادياماكا.
- الغيِييُول (戒律宗، وهي الفينايا بالسنسكريتية)، وهي مدرسة تركز على تطبيق سيلا، أي «النظام الأخلاقي».
- اليولبان (涅槃宗، وهي النيرفانا بالسنسكريتية)، وهي مدرسة تتأسس على مواضيع سوترة ماهايانا ماهابارينيرفانا.
- الوونيونغ (圓融宗، وهي يوانرونغ بالصينية)، تأسست إبّان انتهاء فترة الممالك الثلاث. قادت هذه المدرسة إلى تفعيل ميتافيزيقيات التأويل كما في أفاتامساكا سوترا، وكانت تعتبر المدرسة الأولى، لا سيما في الطبقة الأرستقراطية المتعلمة.
- الهوايوم (華嚴宗 أو مدرسة الهوايان) كانت أطول المدارس «المجلوبة» بقاءً. وارتبطت بروابط قوية بالبيوبسونغ (法性宗) وهي مدرسة فكرية كورية محلية.

لا يعرف تاريخ أول بعثة كورية إلى اليابان بوضوج، ولكن تفيد التقارير أن الفرقة الثانية من العلماء أرسلت إلى اليابان بعد عوة حكام اليابان لها عام 577. استمر التأثير الكوري على تطور البوذية في اليابان في فترة سيلا الموحدة. ولم يبدأ النسّاك اليابانيون الدراسة باستقلال بأعداد كبيرة إلا بعد القرن الثامن.

### غوغوريو
عام 372، أرسل فو جيان (苻堅) (337–385) من ممالك كن الأولى الناسك سوندو إلى بلاط الملك سوسوريم ملك غوغوريو. أخذ سوندو معه نصوصا وتماثيل (ربما كانت تماثيل مايتريا، التي كانت شائعة في البوذية في آسيا الوسطى)، وقبلت الأسرة الملكية وأتباعها تعاليمها لسرعة.كانت البوذية في الصين في شكل بدائي، وكانت تتألف من قانون السبب والنتيجة والبحث عن السعادة. هذه المبادئ تشترك بها البوذية مع الشامانية التي كانت قبلها، دفع هذا التشابه إلى قبول سريع للبوذية بين أهل مملكة غوغوريو.
تطورت البوذية المبكرة في سيلا تحت تأثير مملكة غوغوريو. جاء بعض النسّاك من غوغوريو إلى سيلا ونشروا تعاليمهم بين الناس، فتحوّل بعض الناس عن دينهم واتبعوها. في عام 551، عُيّن الناسك الغوغوري هيريانغ (惠亮) الأب الوطني الأول لسيلا. ترأس هيريانغ «مجمع الدارما ذا المئة مقعد»، و«دارما المحرّمات الثماني».

### بيكجي
في عام 384 وصل الناسك مارانانتا إلى بيكجي، وتقبّلت الأسرة الملكية البوذية التي كان يبشّر بها. أعلن الملك أسين ملك بيكجي «أن الناس يجب أن يؤمنوا بالبوذية ويطلبوا السعادة». عام 526، سافر ناسك بيكجي غيوميك (겸익, 謙益) مباشرة إلى الهند الوسطى وعاد بمجموعة من نصوص الفينايا، وكان يرافقه الناسك الهندي بيدالتا (بالسنسكريتية: فيداتا). بعد عودته إلى بيكجي، ترجم غيوميك النصوص المقدسة إلى السنسكريتية في في اثنين وسبعين مجلدا. أسس غيوميك مدرسة غيويول قبل قرن تقريبا من تأسيس نظيرتها في الصين. ونتيجة لأعمال غيوميك، كان يُنظَر إليه على أنه أبو دراسات الفينايا في كوريا.

### سيلا
لم تدخل البوذية مملكة سيلا حتى القرن الخامس. كان عوامّ الناس منجذبين إلى البوذية، ولكن الطبقة الأرستقراطية أبدت مقاومة لها. ومع هذا، فقد قدّم مسؤول بارز في البلاط نفسه إلى الملك بيوفيونغ ملك سيلا في عام 527 وأعلن نفسه بوذيا. أمر الملك بقطع رأسه، ولكن منفّذ الحكم عندما قطع رأسه، قيل إن اللبن سال من جسده بدلا من الدم. في معبد هاينسا لوحات ترسم هذا المشهد، وفي المتحف الوطني في كيونغجو نصب تذكاري يمجد شهادة هذا المسؤول.
ثم في حكم الملك التالي، جينهيونغ ملك سيلا، شُجّع نمو البوذية حتى أصبحت الدين الوطني لمملكة سيلا. واختير مجموعة من الشبّان المدرّبين جسميا وروحيا في هوارانغدو وفقا للمبادئ البوذية المتعلقة بقدرة المرء على الدفاع عن المملكة. ثم أصبح الملك جينهيونغ نفسه ناسكًا.
يُعزى إلى الناسك جاجانغ (慈藏) دور كبير في تبني البوذية بوصفها دينا وطنيا. يُعرَف جاجانغ كذلك بمشاركته في تأسيس السانغا الديريّة الكوريّة.
كان من العلماء الذين نشؤوا في سيلا في تلك الفترة وونهيو. ترك وونهيو حياته الدينية ليخدم الناس أكثر، وتزوّج أميرة فترة قصيرة، أنجب منها طفلا. كتب وونهيو أطروحات كثيرة، وكانت فلسفته تتركز على وحدة كل الأشياء والعلاقة الداخلية بين كل شيء. انطلق وونهيو إلى الصين لدراسة البوذية مع صديقه المقرب ويسانغ، ولكنه لم يكمل رحلته إلى هناك. وفقا للأسطورة، فقد استيقظ وونهيو في إحدى الليالي عطشان. ووجد إناءً فيه ماء بارد، شرب منه ثم عاد إلى النوم. في الصباح التالي رأى أن هذا الإناء الذي شرب منه كان جمجمة بشرية، وأدرك حين ذلك أن الاستنارة تعتمد على العقل. لم يجد وونهيو سببا ليكمل طريقه إلى الهند. استمر ويسانغ في طريقه إلى الصين، وبعد أن درس عشرة سنين قدّم قصيدة لمعلّمه في شكل خاتم يمثل اللانهاية هندسيا. حوت هذه القصيدة جوهر سوترة أفاتامساكا.
كانت البوذية جد ناجحة في هذه الفترة حتى أن عدة ملوك تحولوا إليها وسُمّيت عدة مدن بأسماء أماكن شهيرة كانت في زمان بوذا.

## البوذية تحت الحكم الاستعماري الياباني
في خلال استعراش مييجي في سبعينيات القرن التاسع عشر، أبطلت الحكومة رهبانية نسّاك البوذيين وراهباتهم وتبتّلهم. فاز البوذيون اليابانيون بالحق في الدعوة إلى دينهم في المدن، وأنهو بذلك حظرا دام خمسمئة عام على رجال الدين أن يدخلوا المدن. بدأت مدرستا جودو شينشو ونيشيرين إرسال البعثات التبشيرية إلى كوريا وتشكّلت طوائف جديدة في كوريا منها بوذية الوون.
بعد معاهدة كوريا واليابان عام 1910، عندما استولت اليابان على كوريا، تعرضت البوذية الكورية لتغييرات كثيرة. غيّر مرسوم المعبد في عام 1911 النظام التقليدي الذي كانت تدير به السانغا المعابد كشركة جامعة، واستبدلت بهذا النظام أساليب إدارة يابانية يعيّن فيها الحاكم العام لكوريا رؤساء المعبد الذين أُعطوا ملكية خاصة لممتلكات المعبد، وأعطوا حق توريث هذه الممتلكات. وأهم من ذلك، بدأ النسّاك من الفصائل المؤيدة لليابان يتبنون ممارسات يابانية، بالتزوج والإنجاب.
في عام 1920، روجع مرسوم المعبد عام وأعيد تنظيم إدارة المعابد، وسُمح للحكومة اليابانية أن تشرف على المعابد الواحد والثلاثين الرئيسة في البلد، وجُعل المقر الجديد في كاكوانغسا (تدعى اليوم جوغييسا). في خلال الحرب الصينية اليابانية الثانية، خضعت البوذية الكورية لسيطرة أكبر. نقلت الحكومة اليابانية كثيرا من الأعمال الفنية التي كانت في المعابد إلى اليابان. لم تزل المفاوضات من أجل استعادة هذه الأعمال الفنية جارية إلى اليوم.